# Tsöksjauratje
Tsöksjauratje är en sjö i Sorsele kommun i Lappland och ingår i Umeälvens huvudavrinningsområde. Tsöksjauratje ligger i Vindelfjällen Natura 2000-område.